# Todor Stojkov
Todor Stojkov (in bulgaro Тодор Стойков?; Varna, 3 marzo 1977) è un ex cestista bulgaro, professionista in Bulgaria, Italia e Spagna.

## Carriera
Con la Bulgaria ha disputato due edizioni dei Campionati europei (2005, 2009).

## Palmarès
- Coppa di Bulgaria: 10

Cherno More Varna: 1998, 1999, 2000
Academic Sofia: 2004, 2006, 2007, 2008, 2011, 2012, 2013